# NGC 3668
NGC 3668 este o radiogalaxie situată în constelația Ursa Mare. A fost descoperită în 20 martie 1790 de către William Herschel. Se află la o distanță de 79,07 de megaparseci de Pământ.